# Saint-François
Saint-François is een gemeente in Guadeloupe op het eiland Grande-Terre, en telt 11.689 inwoners (2019). De oppervlakte bedraagt 60 km². Het ligt ongeveer 28 km ten oosten van Pointe-à-Pitre.

## Overzicht
De economie van Saint-François was gebaseerd op katoenplantages en later suikerrietplantages, maar het heeft zich ontwikkeld als toeristisch centrum. Het ligt aan de Antlantische kust, maar de stranden zijn beschermd door koraalriffen.
In 1974 vond in Hotel Hamak een topoverleg plaats tussen Jimmy Carter, Valéry Giscard d'Estaing en James Callaghan waarin werd besloten de steun aan Mohammad Reza Pahlavi, de Sjah van Perzië, op te schortten, hetgeen leidde tot de machtsovername van Ayatollah Khomeini.

## Plage des Raisins Clairs
Plage des Raisins Clairs is een witzandstrand ten zuiden van het centrum van Saint-François. Het heeft rustig water en veel voorzieningen, maar kan erg druk zijn.
Ten zuiden van het strand ligt een slavenbegraafplaats waar tussen de 17e en de 19e eeuw 500 tot 1.000 slaven waren begraven. Door de erosie van de kust dreigde het in de zee te verdwijnen. In 2013 was de bescherming van de begraafplaats.

## Pointe des Châteaux
Pointe des Châteaux is een 10 km lang schiereiland in het uiterste oosten. In 1683 vestigden Kapucijner monniken zich op het schierland, en stichtten de parochie Châteaux. Het heeft een wild rotsachtig landschap, en vele stranden. Langs de kust bevinden zich kalkstenen grotten.
Het strand Pointe Tarare bevindt zich op het schiereiland, en is het enige naaktstrand van Guadeloupe.

## Transport
Vanaf de haven van Saint-François vertrekken veerboten naar de eilanden La Désirade en Marie-Galante.

## Galerij

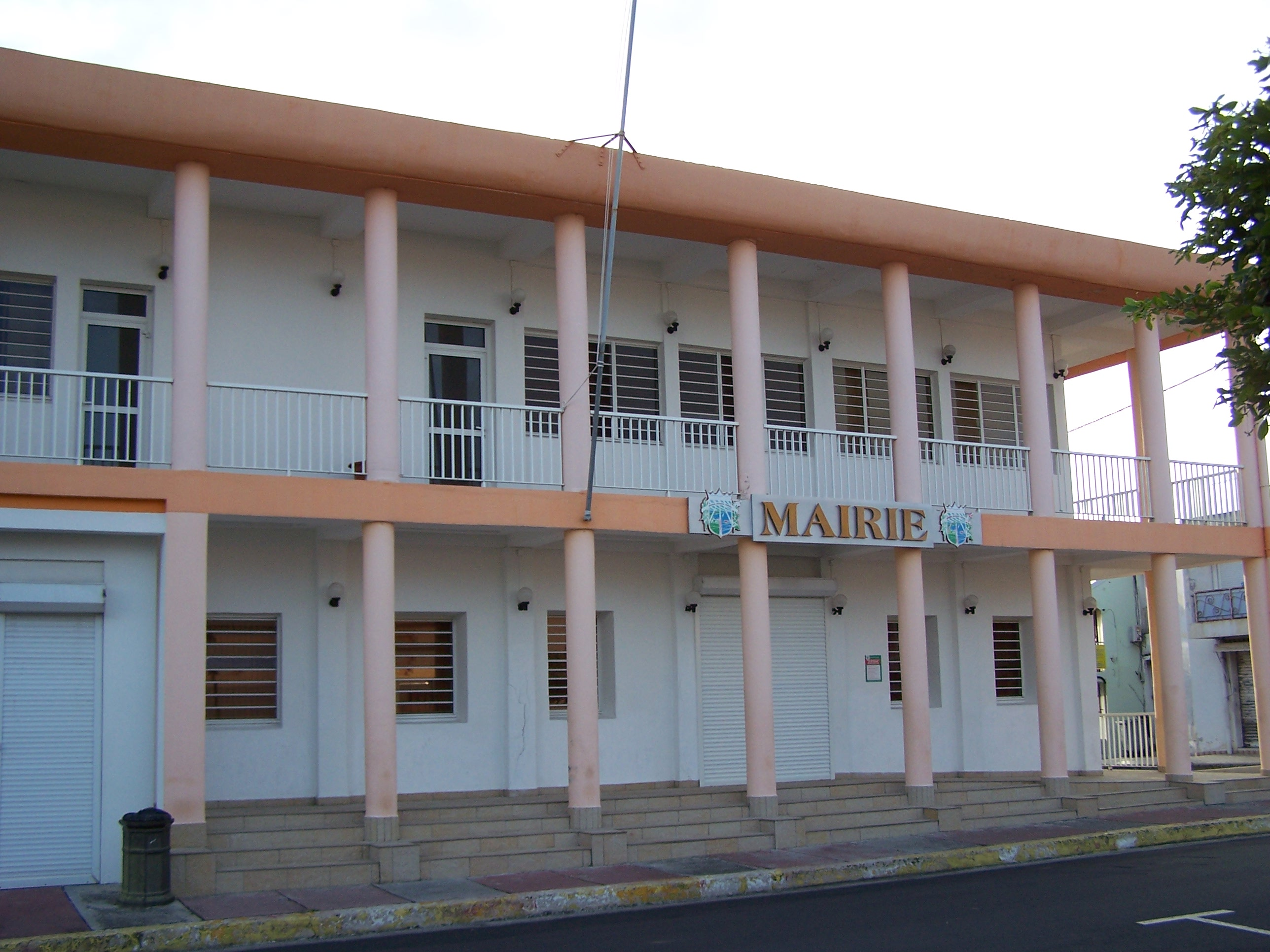
Gemeentehuis
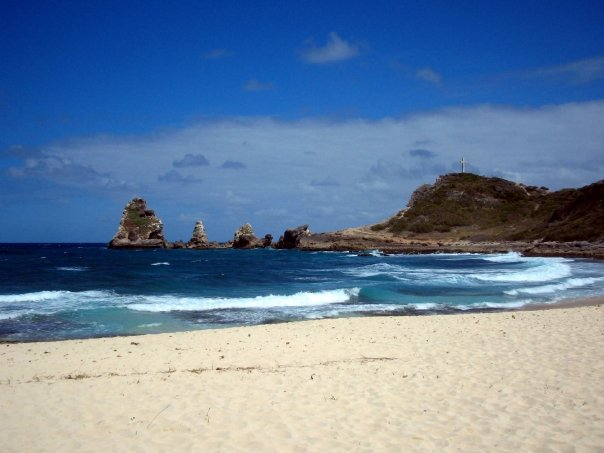
Pointe des Châteaux
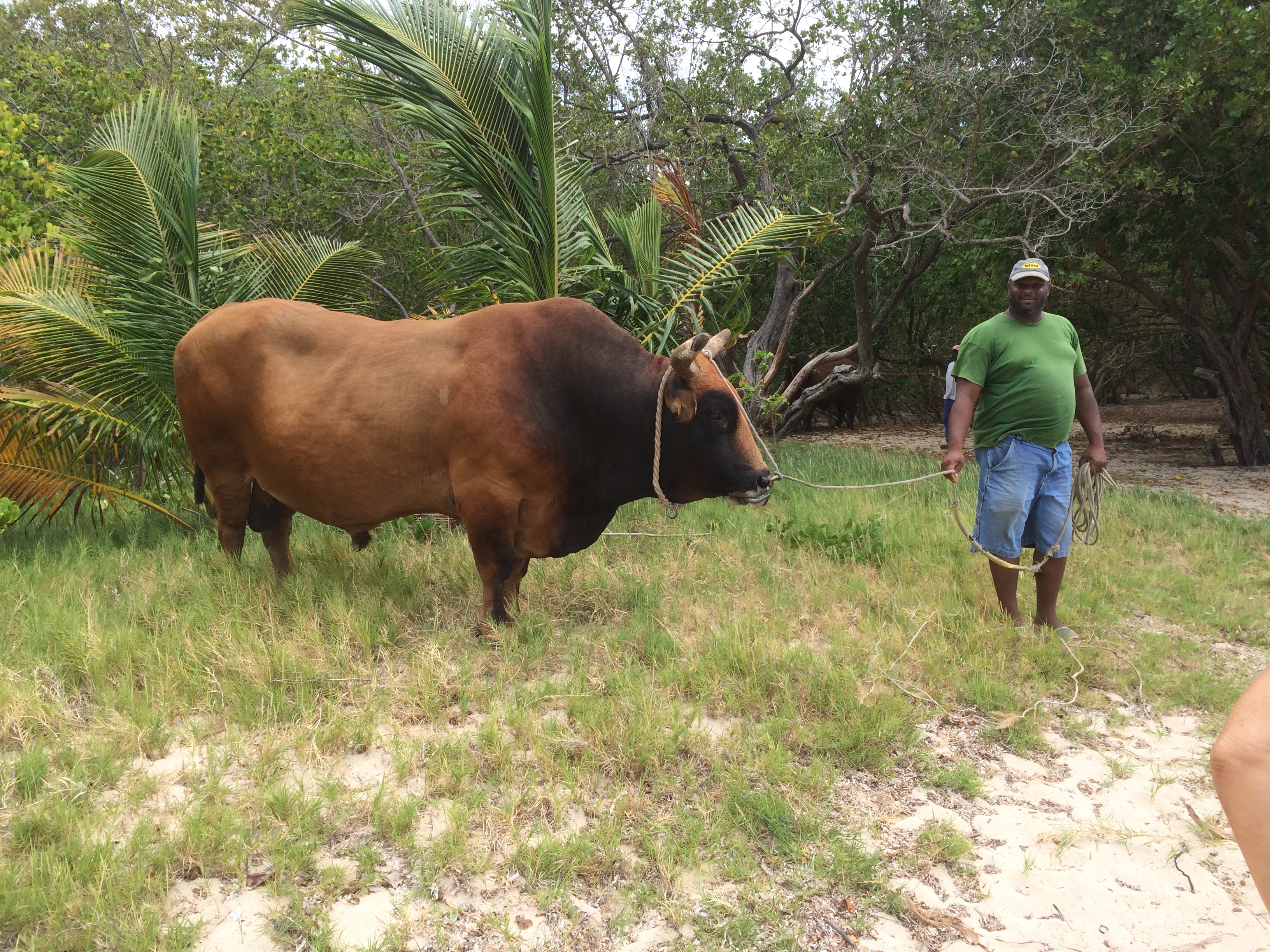
Stier op het strand
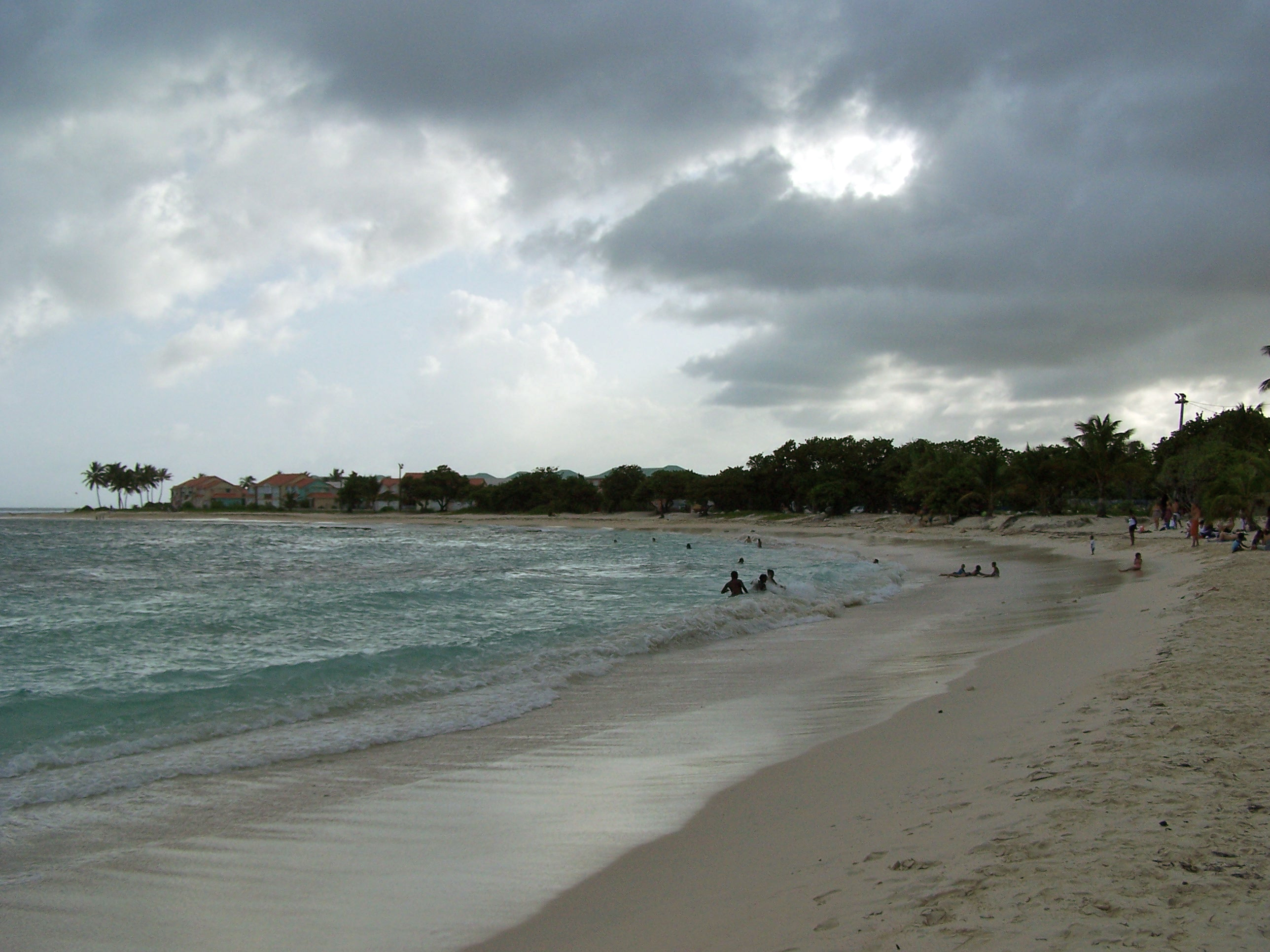
Plage des Raisins Clairs

- Bibliothèque nationale de France: cb12559836q (data)
- Gemeinsame Normdatei: 5189934-6
- Library of Congress Control Number: nr95038114
- Virtual International Authority File: 133674944

Les Abymes · Anse-Bertrand · Baie-Mahault · Baillif · Basse-Terre · Bouillante · Capesterre-Belle-Eau · Capesterre-de-Marie-Galante · Deshaies · La Désirade · Le Gosier · Gourbeyre · Goyave · Grand-Bourg · Lamentin · Morne-à-l'Eau · Le Moule · Petit-Bourg · Petit-Canal · Pointe-à-Pitre · Pointe-Noire · Port-Louis · Saint-Claude · Sainte-Anne · Sainte-Rose · Saint-François · Saint-Louis · Terre-de-Bas · Terre-de-Haut · Trois-Rivières · Vieux-Fort · Vieux-Habitants